# Victor Gilsoul
Victor Gilsoul, född 9 oktober 1867, död 5 december 1939, var en belgisk konstnär.
Gilsoul var huvudsakligen landskapsmålare och skildrade särskilt det belgiska kustlandskapet.